# All the Lovers
All the Lovers – pierwszy singel promujący jedenasty albumu studyjny australijskiej piosenkarki Kylie Minogue, Aphrodite. Electropopowa piosenka została napisana dla Australijki przez brytyjskie duo Kish Mauve i została nagrana jako jedna z ostatnich piosenek napisanych na ten longplay. W dniu 20 kwietnia 2010, Minogue ogłosiła na swojej oficjalnej stronie internetowej, że jej najnowszym singlem będzie właśnie "All the Lovers", ujawniła również okładkę do nadchodzącego albumu, jak również 30-sekundowy klip instrumentalnej wersji utworu.